# Козицька сільська рада
Козицька сільська́ ра́да (біл. Козіцкі сельсавет) — колишня адміністративно-територіальна одиниця у складі Івацевицького району Берестейської області Білорусі. Адміністративним центром було село Козики.

## Історія
Сільська рада ліквідована 26 червня 2013 року, територія та населені пункти увійшли до складу Житлинської сільської ради.

## Склад
Населені пункти, що підпорядковувалися сільській раді станом на 2009 рік:
| Населений пункт  | Тип  | Населення, осіб (2009) |
| ---------------- | ---- | ---------------------- |
| Вулька-Обрівська | село | 642                    |
| Козики           | село | 253                    |

## Населення
За переписом населення Білорусі 2009 року чисельність населення сільської ради становила 895 осіб.

### Національність
Розподіл населення за рідною національністю за даними перепису 2009 року:
| Національність | Осіб | Відсоток |
| -------------- | ---- | -------- |
| білоруси       | 839  | 93,74 %  |
| росіяни        | 37   | 4,13 %   |
| українці       | 10   | 1,12 %   |
| поляки         | 5    | 0,56 %   |
| татари         | 2    | 0,22 %   |
| карели         | 2    | 0,22 %   |
| Разом          | 895  | 100 %    |